# Массагетов, Питирим Сергеевич
Питирим Сергеевич Массагетов (1894 — 30.08.1972) — советский геоботаник, ресурсовед, специалист по алкалоидным растениям. Наряду с А. П. Ореховым основоположник алкалоидной химии.

## Биография
Родился на Алтае. В 1917—1922 вольнослушатель Томского университета. Ученик ботаника-географа профессора В. В. Сапожникова, под его руководством был в экспедициях по изучению флоры Алтая и Средней Азии.
С 1922 по 1965 г. работал в Научно-исследовательском химико-фармацевтическом институте (впоследствии Всесоюзный научно-исследовательский химико-фармакогностический институт им. С. Орджоникидзе). За это время провёл более 30 дальних экспедиций в Среднюю Азию, Казахстан, Закавказье, на Кавказ и Алтай. Открыл более 40 алкалоидов.
Долгие годы заведовал химико-ботанической лабораторией.
Похоронен на Введенском кладбище (8 уч.).

## Награды
Награждён орденом Трудового Красного Знамени (1951).

## Автор книги
- Заветные травы. / П. С. Массагетов. — 2-е изд., доп. — М. : [б. и.], 1985. — 208 с. : ил.